# Gillian Rolton
Gillian Rolton (Adelaida, 3 de mayo de 1956-Adelaida, 18 de noviembre de 2017) fue una jinete australiana que compitió en la modalidad de concurso completo.
Participó en dos Juegos Olímpicos de Verano, obteniendo dos medallas de oro en la prueba por equipos, en Barcelona 1992 (junto con David Green, Andrew Hoy y Matthew Ryan) y en Atlanta 1996 (con Wendy Schaeffer, Andrew Hoy y Phillip Dutton).
En 1993 fue condecorada con la medalla de la Orden de Australia, en 2000 con la Medalla Deportiva Australiana, y en 2018 fue nombrada miembro de la Orden de Australia (AM) a título póstumo.

## Palmarés internacional
| Juegos Olímpicos | Juegos Olímpicos         | Juegos Olímpicos | Juegos Olímpicos |
| Año              | Lugar                    | Medalla          | Categoría        |
| ---------------- | ------------------------ | ---------------- | ---------------- |
| 1992             | Barcelona (España)       | Medalla de oro   | Por equipos      |
| 1996             | Atlanta (Estados Unidos) | Medalla de oro   | Por equipos      |